# تورزیم
تورزیم (به لاتین: Torzym) یک شهر و گمینا در لهستان است که در گمینا توژم واقع شده‌است. تورزیم ۹٫۱۱ کیلومتر مربع مساحت و ۲٬۴۵۶ نفر جمعیت دارد.